# NGC 1537
NGC 1537 (również PGC 14695) – galaktyka eliptyczna (E/SB0), znajdująca się w gwiazdozbiorze Erydanu. Odkrył ją John Herschel 18 listopada 1835 roku.